# Oldenlandia prainiana
Oldenlandia prainiana är en måreväxtart som först beskrevs av George King, och fick sitt nu gällande namn av Adolph Daniel Edward Elmer. Oldenlandia prainiana ingår i släktet Oldenlandia och familjen måreväxter. Inga underarter finns listade i Catalogue of Life.